# Nikolai Saksonov
Nikolai Nikolaevich Saksonov (en ruso: Аркадий Никитич Воробьёв; Serga, Gobernación de Perm, 6 de enero de 1923-Moscú, 2 de noviembre de 2011) fue un haltera soviético y ruso. Compitió en los Juegos Olímpicos de 1952 donde ganó una plata en la categoría de menos de 60 kilos. Al siguiente año, consiguió el título mundial en la misma categoría. Durante su carrera, Saksonov estableció nueve récords del mundo.

## Biografía
En 1940–1941 Saksonov estudió en la escuela militar naval y de infantería y luchó en el grado de sargento en la Segunda Guerra Mundial. Durante una incursión detrás de las líneas del frente, capturó a un combatiente alemán herido y lo llevó a las posiciones soviéticas a pesar de haber sido herido. Por esa acción, fue condecorado con la Orden de la Estrella Roja. Tomó parte en otras operaciones militares, por los que fue galardonado con la Orden de la Guerra Patria y la Medalla al valor, entre otras.
Después de retirarse en la década de los 60 Saksonov trabajó como médico en el Departamento de Atletismo del Instituto Central Estatal de Cultura Física.

## Palmarés internacional
| Juegos Olímpicos   | Juegos Olímpicos     | Juegos Olímpicos | Juegos Olímpicos |
| Año                | Lugar                | Medalla          | Categoría        |
| ------------------ | -------------------- | ---------------- | ---------------- |
| 1952               | Helsinki (Finlandia) | Medalla de plata | -60 kg           |
| Campeonato Mundial |                      |                  |                  |
| Año                | Lugar                | Medalla          | Categoría        |
| 1953               | Estocolmo (Suecia)   | Medalla de oro   | -60 kg           |
| Campeonato Europeo |                      |                  |                  |
| Año                | Lugar                | Medalla          | Categoría        |
| 1952               | Helsinki (Finlandia) | Medalla de plata | -60 kg           |
| 1953               | Estocolmo (Suecia)   | Medalla de oro   | -60 kg           |